# Retrato del príncipe Baltasar Carlos
El Baltasar Carlos de Londres, Wallace Collection, pintado hacia 1632 a juzgar por la edad del modelo, es el segundo de los retratos conservados que Velázquez hizo del príncipe heredero Baltasar Carlos de Austria, nacido en octubre de 1629, y uno de los primeros cuadros del maestro sevillano en los que se advierte su estilo maduro.

## Historia
Velázquez retornó a Madrid de su primer viaje a Italia a finales de 1630 o comienzos de 1631. En su ausencia había nacido el primogénito de Felipe IV y según Francisco Pacheco se aguardó a su regreso para retratarlo, sin permitir que ningún otro pintor lo hiciese antes. Aunque la anécdota no parece ser cierta, pues ya en octubre de 1630 se había enviado un retrato del heredero a Flandes, Velázquez debió de ponerse inmediatamente a la tarea si, como piensa José López-Rey, el Retrato del príncipe Baltasar Carlos con un enano de Boston, con una inscripción antigua en la que se lee «Aetatis AN .../ MENS 4», fue pintado cuando el príncipe contaba un año y cuatro meses (febrero de 1631). De ser así, el retrato de Londres, de composición e indumentaria muy similares, aunque sin el enano y de algo mayor edad, podría haberse pintado para conmemorar la ceremonia de la jura al príncipe heredero por las Cortes de Castilla que tuvo lugar el 7 de marzo de 1632. La indumentaria del príncipe en ambos se ha puesto en relación con la que vestía en aquella ocasión, según la descripción que de la ceremonia dejó el cronista León Pinelo: «Luego [iban] los infantes Carlos y Fernando llevando en medio al Príncipe por las mangas del vaquero, ceñida espada y daga con guarnición de oro y diamantes, sombrero negro i plumas de nácar, inmediatos al Rey nuestro señor». Brown y Elliott piensan al contrario que el retrato pintado para conmemorar la ceremonia del juramento sería el Baltasar Carlos con un enano de Boston, en cuya inscripción faltaría un 2, retrasando a 1633 la ejecución del retrato de Londres.
No se tienen noticias firmes de su procedencia anteriores a la década de 1830 cuando lo adquirió, al parecer en Sevilla, Frank Hall Standish. En 1842 pasó a la colección de pintura española de Luis Felipe, exhibiéndose en el Museo del Louvre. Subastado en la venta de los bienes del rey Luis Felipe en 1853, fue adquirido por lord Hertford. Desde 1896 se encuentra en Hertford House, Wallace Collection.

## Descripción
El príncipe, de unos tres años de edad, viste con baquero de mangas bobas con cuello de encaje blanco sobre el peto de acero damasquinado, lleva ceñida la espada, banda carmesí y en la mano derecha la bengala de general. Ante él, sobre un cojín rojo, reposa el sombrero negro con plumas blancas. La indumentaria es muy similar a la del retrato de Boston, pero el modo como se pinta el traje es radicalmente distinto: las incrustaciones de bordados de oro sobre el vestido verde oscuro, prolijamente pintados en el Baltasar Carlos con un enano, se resuelven en la versión de Londres mediante cientos de breves pinceladas de blanco y oro sin llegar a enlazar las unas con las otras, dándole vida con la apariencia de su espontaneidad. Con este modo de trabajar  se amortiguan a la vez los colores, lo que va a permitir que destaque más el rostro, como principal foco de atención. Al prescindir del enano y de la alfombra, por otra parte, se produce un retorno a los más austeros retratos oficiales, en los que la majestad real se imponía por sí sola.